# Bandiera anteriore destra di Qahar
La bandiera anteriore destra di Qahar (察哈尔右翼前旗S, Cháhā'ěr Yòuyì QiánqíP) è una bandiera della Mongolia Interna, regione autonoma della Cina. Essa è amministrata dalla prefettura di Ulaan Chab.